# Turcja na Letniej Uniwersjadzie 2009
Turcję na Letniej Uniwersjadzie w Belgradzie reprezentowało 88 zawodników. Turcja zdobyła 9 medali (2 złote, 2 srebrne i 5 brązowych)
Sporty drużynowe w których Turcja brała udział:
| Dyscyplina  | Mężczyźni | Kobiety |
| Koszykówka  | ✔         | ✔       |
| Piłka nożna |           |         |
| Piłka wodna |           |         |
| Siatkówka   | ✔         | ✔       |

## Medale

### Złoto
- Nevin Yanıt – lekkoatletyka, bieg na 100 m przez płotki
- Halil Akkaş – lekkoatletyka, bieg na 5 000 m

### Srebro
- Halil Akkaş – lekkoatletyka, bieg na 3 000 m z przeszkodami
- Remzi Başakbuğday – taekwondo, kategoria poniżej 54 kilogramów

### Brąz
- Türkan Erişmiş – lekkoatletyka, bieg na 3 000 m z przeszkodami
- Zehra Belkis Kaya – judo, kategoria otwarta kobiet
- Onur Cam – taekwondo, kategoria poniżej 58 kilogramów
- Serdar Yüksel – taekwondo, kategoria poniżej 84 kilogramów
- Büşra Yıldız – taekwondo, kategoria powyżej 72 kilogramów